# Мисисипска каня
Мисисипските кани (Ictinia mississippiensis) са вид средноголеми птици от семейство Ястребови (Accipitridae).

## Разпространение
Гнездят в югоизточните части на Съединените щати, а зимуват във вътрешността на Южна Америка.

## Описание
Достигат дължина 30 – 37 сантиметра, размах на крилете около 90 сантиметра и маса 200 – 400 грама.

## Хранене
Хранят се главно с насекоми, които улавят в полет, като имат стопанско значение с унищожаването на вредители по земеделските култури.